# America: The Motion Picture
America: The Motion Picture é um filme americano de animação tradicional do gênero comédia de 2021 dirigido por Matt Thompson (em sua estreia na direção de longas-metragens) e escrito por Dave Callaham. O filme é estrelado por Channing Tatum (que também serviu como produtor), Jason Mantzoukas, Olivia Munn, Bobby Moynihan, Judy Greer, Will Forte, Raoul Max Trujillo, Killer Mike, Simon Pegg e Andy Samberg. É uma paródia animada para adultos de George Washington e sua luta contra os britânicos.
A Netflix lançou o filme em 30 de junho de 2021. Ele recebeu críticas geralmente negativas dos críticos, que o criticaram como sem graça.

## Sinopse
O filme recria os eventos históricos norte-americanos em tom humorístico e apresenta importantes personagens da história dos Estados Unidos como George Washington e Sam Adams de maneira satirizada.

## Elenco
- Channing Tatum como George Washington
- Jason Mantzoukas como Samuel "Tio Sam" Adams
- Olivia Munn como Thomas Edison
- Bobby Moynihan como Paul Revere
- Judy Greer como Martha Washington
- Will Forte como Abraham "Abe" Lincoln
- Raoul Max Trujillo como Gerônimo
- Killer Mike como John Henry
- Simon Pegg como Rei James
- Andy Samberg como Benedict "Cosby" Arnold
- Carlos Alazraqui como Clyde
- Dave Callaham como I. M. Pei
- Jeff Fastner como Ben Franklin
- Kevin Gillese como John Wilkes Booth

## Produção
Em março de 2017, os produtores Phil Lord e Christopher Miller anunciaram que produziriam um filme original para adultos da Netflix, chamado America: The Motion Picture, ao lado de Will Allegra, Matt Thompson, Adam Reed, Channing Tatum, Reid Carolin e Peter Kiernan, a partir de um roteiro escrito por David Callaham e dirigido por Thompson.

## Lançamento
America: The Motion Picture foi lançado mundialmente em 30 de junho de 2021, pela Netflix.

## Crítica especializada
No site agregador de críticas Rotten Tomatoes, 33% das 45 críticas são positivas, com uma classificação média de 5,1/10. O consenso dos críticos do site diz: "America: The Motion Picture é definitivamente ultrajante e possivelmente patriótico - o problema é que também não é muito engraçado". No Metacritic, o filme tem uma pontuação média ponderada de 38 em 100 com base em 18 críticas, indicando "críticas geralmente desfavoráveis".
Amy Nicholson, do The New York Times, descreveu o filme como "um desenho atrevido e agressivamente insano que vira o pássaro - tanto na tela quanto tematicamente - para uma tensão de patriotismo que insiste que os proprietários de escravos que iniciaram este país eram heróis sóbrios cuja visão da democracia continua impecável, mano.". Inkoo Kang, do The Washington Post, deu ao filme uma pontuação de 1,5/4 estrelas, escrevendo: "O abismo entre estúpido-inteligente e simplesmente estúpido parece imensamente vasto ao assistir America: The Motion Picture, que está claramente apontando para o primeiro, mas aterrissa diretamente no último.". Brian Lowry, da CNN, descreveu o filme como "um filme barulhento e irritante, mais do que verdadeiramente provocativo, salpicado de referências à cultura pop que se provam mais inteligentes do que sua reescrita da história dos EUA.".
Steve Greene, do IndieWire, deu ao filme uma nota C, descrevendo-o como "uma mistura pateta de riffs sobre figuras históricas proeminentes", e acrescentou: "Na maioria das vezes, é conscientemente estúpido, o que torna 90 minutos de diversão ocasional e indiferença frequente.". Melanie McFarland, do Salon.com, escreveu: "Raramente eu vi um filme tão confiante que seus espectadores não apenas se deleitam com a ignorância americana, mas estão ansiosos para se identificar com ela", e descreveu o filme como "não apenas uma perda de tempo mas um insulto aos ignorantes.". Bill Goodykoontz, do The Arizona Republic, deu ao filme uma pontuação de 2,5/5 estrelas, escrevendo que "vai tudo em sua versão desordenada da fundação da nação", mas acrescentou: "Isso te desgasta com o tempo, mas especialmente no início é muito satisfeito apenas para ser chocante e irreverente.".
Michael Nordine, da Variety, foi mais positivo em sua crítica, escrevendo: "Embora os leais e defensores da precisão histórica possam não considerá-la sua xícara de chá, a América provavelmente conquistará qualquer um que saiba que não deve levar isso muito a sério". Randy Myers, do The Mercury News, deu ao filme uma pontuação de 3/4 estrelas, escrevendo: "Mesmo quando você pensa que está apenas agindo rude e juvenil só porque, é muito mais inteligente do que isso, particularmente sempre que distorce as atitudes americanas (ambos conservadores e liberais).".